# Otto Herzog
Pour les articles homonymes, voir Herzog.
Otto Herzog, né à Fürth le 5 octobre 1888 et mort le 27 août 1964, est un alpiniste allemand.

## Biographie
Le mythe courant suggérant que les mousquetons ont été inventés, créés, conçus, fabriqués ou développés par Otto Herzog n'a aucun fondement factuel,. Il utilise conjointement pitons et mousquetons en 1913 pour réaliser l'ascension de la face sud du Schüsselkarspitze (2 538 m, Wetterstein) en compagnie d'Hans Fiechtl. Otto Herzog a en outre réalisé un grand nombre de premières dans les Alpes bavaroises dont une quarantaine dans le Karwendel, et ce jusqu'en 1948.